# O primăvară obișnuită
O primăvară obișnuită sau Primăvara obișnuită este un film românesc documentar din 1962 regizat de Sergiu Nicolaescu, Marin Alexandru, Dumitru Done.
Sergiu Nicolaescu a declarat că am vrut să aduc pe ecran o serie de imagini pe care toți le cunoaștem, imaginile unei primăveri obișnuite, dar ale cărei detalii nu pot fi percepute de ochiul nostru din cauza dimensiunii lor și a timpului în care se petrec acest fenomene.
Filmul a primit la Moscova premiul de excelență pentru culoare și filmări speciale - acordat în cadrul UNIATEC 1962 (Congresul Uniunii internaționale a asociațiilor de tehnică cinematografică).

## Prezentare
În acest documentar, florile se transformă în balerine grațioase și inefabile, ghiocelul ca un dirijor dă semnalul trezirii naturii la viață. Miracolul înfloririi și munca albinelor în flori sunt urmărite cu discreție și declicatețe.  